# Xarnuta inopinata
Xarnuta inopinata är en tvåvingeart som beskrevs av Erich Martin Hering 1940. Xarnuta inopinata ingår i släktet Xarnuta och familjen borrflugor.
Artens utbredningsområde är Azerbajdzjan. Inga underarter finns listade i Catalogue of Life.